# Cryphia deceptricula
Cryphia deceptricula là một loài bướm đêm trong họ Noctuidae.